# Дерматогліфіка
Дерматогліфіка (гр. дерматос — шкіра., і гр., видовбую, вирізьблюю) — розділ морфології людини, який вивчає шкірний рельєф долонних і підошовних поверхонь, де шкіра вкрита численними папілярними лініями, що утворюють певні візерунки. Дані дерматогліфіки використовуються в криміналістиці (дактилоскопія), судовій, клінічній медицині, медичній генетиці.
Цей метод запропонував у 1892 Ф. Гальтон для дослідження шкірних гребінчастих візерунків пальців і долонь, а також згинальних долонних борозен.
Дерматогліфіка поділяється на:
- дактилоскопію — вивчення малюнка пальців;
- пальмоскопію — вивчення особливостей будови долонь;
- плантоскопію — вивчення особливостей будови підошов.

Дерматогліфічні методи використовують у визначенні зиготності близнюків, для діагностування багатьох спадкових захворювань, а також в окремих випадках встановлення спірного батьківства.
Дослідження показали, що при хворобі Дауна, синдромах Клайнфельтера, Шерешевського — Тернера відбуваються специфічні зміни не тільки візерунків пальців і долонь, але й характер основних згинальних борозен на шкірі долонь.